# Museo Nacional de la Historia del Traje
El Museo Nacional de la Historia del Traje fue un museo argentino de muy variada colección. Las piezas únicas giraban en torno del panorama sociocultural de la Argentina, en especial de la ciudad de Buenos Aires, e ilustraba las modas, usos y costumbres desde fines del siglo XVIII hasta la actualidad. 
Cuenta con más de 9.000 piezas y la mayor parte de ellas forman parte del Patrimonio Nacional. Cuenta con salas de exposición, biblioteca, auditorio, áreas de recreación y cafetería.
En 2017, Victoria Salías fue nombrada directora del museo.
En el museo también transcurren muestras de moda.
En mayo del 2017 transcurrió la muestra Look 1810: qué estaba de moda y cómo se vestían en la Revolución de Mayo.
En 2024 pasó a estar bajo ataque de la administración de Javier Milei. El 30 de septiembre se anunció por decreto su cierre, argumentando que recibía pocas visitas. Los empleados fueron asignados al Museo Histórico Nacional.